# Trajčo Kostov
Trajčo Kostov Džunev (bulharsky Трайчо Костов Джунев; 17. června 1897 Sofie –⁠ 16. prosince 1949 tamtéž), byl místopředseda bulharské vlády v letech 1946–1949 a generální tajemník Bulharské komunistické strany (BKS), popravený během čistky v roce 1949.
V roce 1949 nařídil Kostov, aby nebyly z Bulharska zasílány bez jeho vědomí ekonomické ukazatele země do Moskvy. Stalin toto následně označil jako cosi, co nese stopy jeho konfliktu s Titem a Jugoslávií.

## Soudní proces
Kostov byl vedoucí osobností v BKS spolu s Georgi Dimitrovem a Vasilem Kolarovem. Zatčen byl 20. června 1949. V inscenovaném procesu, který probíhal u bulharského nejvyššího soudu od 7. do 14. prosince 1949, byl Kostov společně s dalšími deseti spolustraníky obviněn z protisovětské propagandy ve straně, z rozšiřování protistranických metod a z nedůvěry v bulharskou komunistickou stranu a jejího předsedu Dimitrova. Dále byl obviněn, že pracoval pro britské, americké a jugoslávské špionážní organizace. Na rozdíl od obdobných politických procesů ve východní Evropě v této době ale byl Kostov jediný, kdo před soudem odvolal svoje písemné přiznání vynucené brutálním nátlakem a odmítl veškerá obvinění. Byl po této pro bulharský komunistický režim blamáži z dalšího soudního líčení vyloučen a odsouzen v nepřítomnosti.
Kostov byl jako jediný z celé skupiny odsouzen k trestu smrti, ostatní dostali rozsudky doživotí, 15 a 12 let ve vězení. Dva dny po vynesení rozsudku byl Kostov popraven.
Obžalovaní byli soudně a stranicky rehabilitováni bulharským nejvyšším soudem 6. listopadu 1956. Rehabilitace nebyla zveřejněna v bulharském tisku.

## Obžalovaní
- Trajčo Kostov Džunev (1897), generální tajemník bulharské komunistické strany (trest smrti)
- Ivan Stefanov Chadžimatejev (1899), ministr financí (doživotí)
- Nikola Pavlov Kolev (1906), náměstek ministra stavebnictví (doživotí)
- Nikola Načev Petkov (1905), asistent presidenta státní hospodářské a finanční komise (doživotí)
- Boris Andonov Christov (1912), komerční attaché v SSSR (15 let)
- Conju Stefanov Cončev (1898), ředitel bulharské národní banky (15 let)
- Ivan Slavov Gevrenov (1884), ředitel spojeného gumárenského průmyslu (doživotí)
- Ivan Georgijev Tutev (1902), ředitel ministerstva zahraničního obchodu (doživotí)
- Blagoj Ivanov Chadžipanzov (1911), zaměstnanec jugoslávského vyslanectví (15 let)
- Vasil Atanassov Ivanovski (1906), instruktor v oddělení ministerstva národní propagandy (12 let)
- Ilija Ivanov Bajalcalijev (1911), politický úředník v ministerstvu výstavního průmyslu (10 let)